# Лабовский, Николай Николаевич
Николай Николаевич Лабовский (укр. Микола Миколайович Лабовський; 3 мая 1983, Байраки, Черновицкая область) — украинский легкоатлет, специализирующийся в беге на средние и длинные дистанции. Неоднократный чемпион Украины, участник Олимпийских игр 2012 года в Лондоне. Воспитанник заслуженного тренера Украины — Дениса Тищука.

## Достижения
| Год  | Соревнование                 | Город                  | Место | Дисциплина | Результат | Видео |
| ---- | ---------------------------- | ---------------------- | ----- | ---------- | --------- | ----- |
| 2006 | Чемпионат Европы             | Гётеборг, Швеция       | 11-е  | 1500 м     | 3:43,47   |       |
| 2010 | Командный чемпионат Европы   | Берген, Норвегия       | 2-е   | 3000 м     | 8:20,01   |       |
| 2011 | Чемпионат Европы в помещении | Париж, Франция         | 18-е  | 3000 м     | 8:08,17   |       |
| 2011 | Командный чемпионат Европы   | Стокгольм, Швеция      | 6-е   | 3000 м     | 8:05,17   |       |
| 2012 | Чемпионат Европы             | Хельсинки, Финляндия   | DNF   | 10 000 м   | -         |       |
| 2012 | Олимпийские игры             | Лондон, Великобритания | 26-е  | 10 000 м   | 29:32,12  | ·     |